# Cam’ron
Cam’ron, właśc. Cameron Giles (ur. 4 lutego 1976 w Nowym Jorku, w dzielnicy Harlem) – amerykański raper, lider grupy hip-hopowej Dipset oraz aktor.
Utworzył wytwórnię Diplomat Records podlegającą korporacji Koch Records. Wylansował takie przeboje jak Hey Ma, Girls/Family Ties, Get 'Em Girls i wiele innych. W 1996 roku poznał rapera i producenta Jima Jonesa i założył z nim grupę hip-hopową The Diplomats, znaną także jako Dipset, do której później doszedł bardzo młody MC Juelz Santana.
Jest bohaterem beefu z dwoma raperami: 50 Centem i Jay-Z.
Wraz ze swoim protegowanym, raperem Vado założył grupę hip-hopową The U.N.

## Życiorys
Cameron Giles urodził się w Nowym Jorku w dzielnicy Harlem. Rodzice są pochodzenia Dominikańskiego oraz Afroamerykańskiego. Karierę muzyczną zapoczątkował w roku 1990, obok Big L, Mase oraz jego kuzyna Bloodsheda w grupie o nazwie „Children Of The Corn”, co w wolnym tłumaczeniu oznacza „Dzieci Kukurydzy”. Jest ona grą słów: skrótem od „Children Of The Corner” oraz nawiązaniem do wydanej w 1977 roku powieści autorstwa Stephena Kinga o tym samym tytule.

## Dyskografia

### Albumy studyjne
- 1998: Confessions of Fire
- 2000: S.D.E.
- 2002: Come Home with Me
- 2004: Purple Haze
- 2006: Killa Season
- 2009: Crime Pays
- 2012: Killa Season 2[3]

### Wspólne albumy
- 2003: Diplomatic Immunity (z The Diplomats)
- 2004: Diplomatic Immunity 2 (z The Diplomats)
- 2010: Cam’ron & The U.N. Presents: „Heat in Here” Vol. 1 (z Vado)
- 2011: Gunz 'N' Butta (jako The U.N.)[4]
- 2012: Diplomatic Immunity 3 (z The Diplomats)

### Bootlegi
- 2004: What’s Really Good